# Teleoperacja

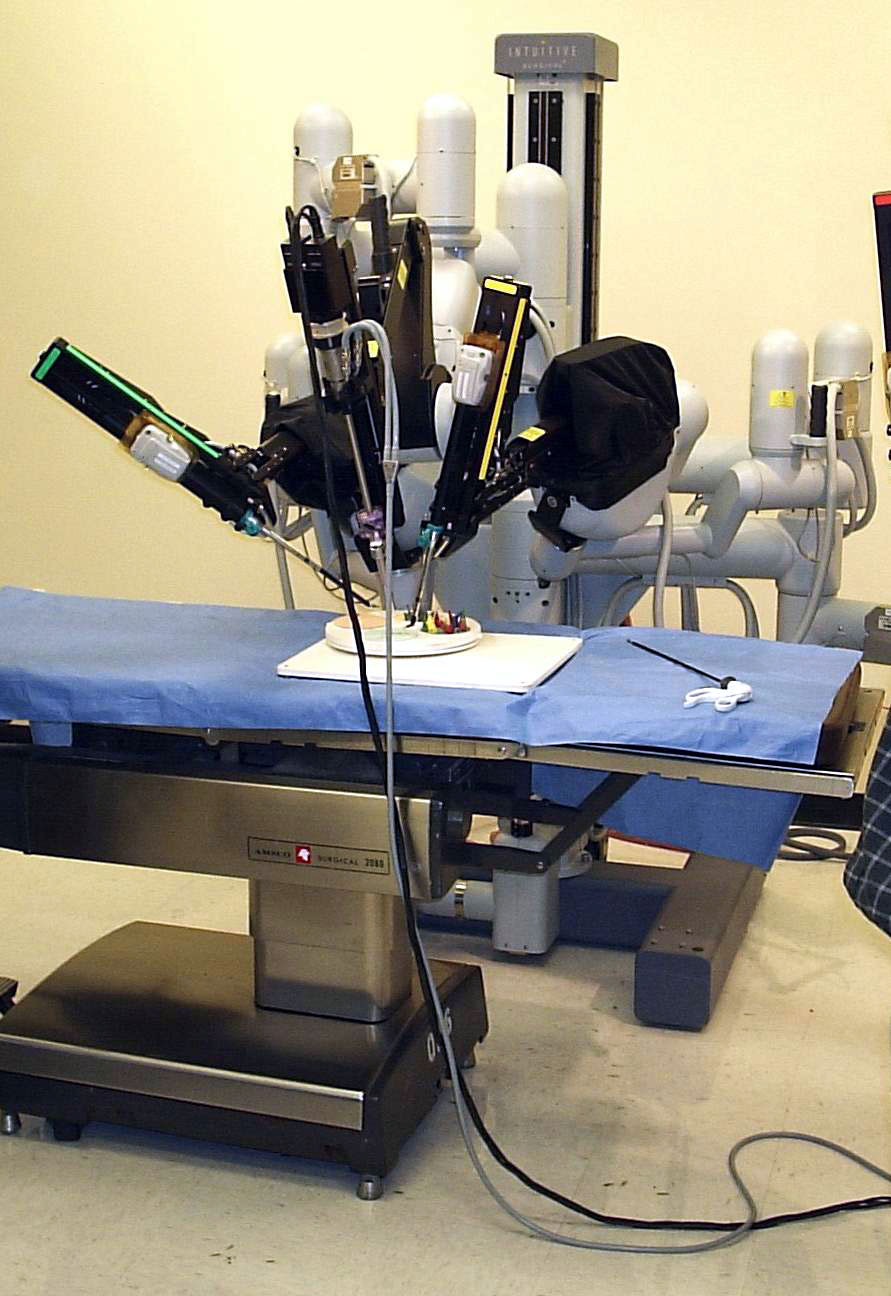
Ramiona robota chirurgicznego da Vinci, przystosowanego do przeprowadzania teleoperacji.

Teleoperacja, telechirurgia, zdalna chirurgia – rodzaj operacji, przeprowadzanej przy pomocy robota chirurgicznego, sterowanego przez chirurga zdalnie. Dziedzina ta jest specjalistyczną formą telemedycyny. Łączy w sobie elementy chirurgii, telekomunikacji, informatyki oraz robotyki. W odróżnieniu od chirurgii zrobotyzowanej, telechirurgia pozwala na przeprowadzenie operacji, w której fizyczna odległość między pacjentem a lekarzem przestaje być istotna.
Zadania chirurgiczne są wykonywane bezpośrednio przez robota medycznego, wyposażonego w odpowiednie narzędzia chirurgiczne. Robotem za pomocą konsoli sterowania zawierającej manipulatory kieruje lekarz, znajdujący się w innej lokalizacji. Ruchy manipulatorów przesyłane są za pomocą bezpiecznego połączenia telekomunikacyjnego do urządzenia na sali operacyjnej, które zamienia je na precyzyjne akcje narzędzi chirurgicznych. Chirurg przez cały czas trwania operacji otrzymuje sygnał audiowizualny wraz z pomiarami czujników, w które wyposażony jest robot.
Rozwój teleoperacji stał się możliwy dzięki osiągnięciom technologicznym (szczególnie informatycznym i telekomunikacyjnym), pozwalającym uzyskać szybkie, bezpieczne oraz stabilne połączenie telekomunikacyjne pomiędzy robotem na sali operacyjnej a konsolą sterowaną przez lekarza, znajdującego się w znacznej odległości (na przykład na innym kontynencie). W systemach tych bowiem wymagane jest minimalne opóźnienie (najwyżej rzędu setek milisekund) pomiędzy ruchem manipulatora konsoli sterowniczej a odpowiednim ruchem robota.

## Historia

### Pierwsze wykorzystanie telekomunikacji w chirurgii
Próby wykorzystania telekomunikacji w medycynie rozpoczęły się na początku lat 60. XX wieku wraz z początkiem intensywnego rozwoju tej gałęzi przemysłu. W 1964 roku dr Michael DeBakey, kardiochirurg z Houston w Teksasie przeprowadził transmitowaną telewizyjnie operację endarterektomii tętnicy szyjnej. Obserwatorami byli lekarze z Genewy, zaś zabieg odbywał się w Szpitalu Metodystów w Houston. Sygnał transmitowano za pomocą prywatnej sieci telekomunikacyjnej przy wykorzystaniu pierwszego satelity telekomunikacyjnego Early Bird, uruchomionego przez NASA w 1964 roku.

### Roboty AESOP, ZEUS i Da Vinci
Rozwój teleoperacji rozpoczął się na początku lat 90. XX wieku, wraz z rozwojem laparoskopii oraz chirurgii zrobotyzowanej. W 1994 na rynek amerykański dopuszczony został pierwszy robot chirurgiczny wykorzystywany przy przeprowadzaniu zabiegów laparoskopowych – AESOP firmy Computer Motion. System ten pozwalał na automatyczne pozycjonowanie kamery endoskopowej podczas operacji, umożliwiając otrzymanie obrazu wnętrza ciała pacjenta. Posiadał możliwość sterowania manualnego lub zdalnego, za pomocą ręcznych i nożnych manipulatorów. Kolejne wersje wykorzystywały do sterowania komendy głosowe.
AESOP stał się z czasem częścią większego robota medycznego o nazwie ZEUS, wykonanego przez tego samego producenta. ZEUS pojawił się na rynku amerykańskim w roku 1998. Wyposażony był w 3 ramiona, z których jedno służyło do trzymania kamery (funkcjonalność przeniesiona z robota AESOP), natomiast pozostałe spełniały rolę prawej i lewej ręki chirurga. Podobne rozwiązanie zastosowano w konkurencyjnym robocie da Vinci firmy Intuitive Surgical. Robot ten, zaprojektowany przy współudziale NASA i przeznaczony był pierwotnie dla armii amerykańskiej.
W 2003 roku nastąpiło połączenie firm Computer Motion oraz Intuitive Surgical, w wyniku którego na rynku pozostał tylko robot da Vinci.

### Operacja Lindbergh
7 września 2001 roku zrealizowano projekt o nazwie Operacja Lindbergh (nazwa pochodzi od nazwiska pilota, który zasłynął pierwszym przelotem między lądem Ameryki Północnej a Europą bez międzylądowań). Była to pierwsza międzykontynentalna teleoperacja. Robotem wykonującym zadania chirurgiczne był ZEUS. 68-letnia pacjentka znajdująca się w Strasburgu została poddana zabiegowi usunięcia pęcherzyka żółciowego (cholecystektomia) przez francuskiego lekarza, znajdującego w tym czasie w Nowym Jorku, doktora Jacques'a Marescaux. Ponieważ odległość między miastami wynosiła 6230 km, potrzebne było szybkie i niezawodne łącze o minimalnym czasie opóźnienia. Zastosowano w tym przypadku światłowodowe łącze ATM o przepustowości 10 Mb/s. Opóźnienie między ruchem manipulatora konsoli sterowania a ruchem robota wynosiło 155 ms. Operacja zakończyła się pomyślnie po 54 minutach. Chociaż zabieg ten mógł być przeprowadzony mniejszym kosztem przez lekarzy-asystentów nadzorujących stan pacjentki, prezentacja ta wykazała realność teleoperacji na znaczną odległość oraz możliwość ich wykorzystania w przyszłości w różnych warunkach, np. w środku działań wojennych lub w kosmosie.

## Budowa systemu teleoperacyjnego
Robotami wykorzystywanymi w warunkach klinicznych, zdolnymi do przeprowadzenia teleoperacji są ZEUS i da Vinci. Są to urządzenia typu Master-Slave, gdzie rozdzielona jest część sterownicza (Master), służąca do kontrolowania systemu oraz część wykonawcza (Slave), na którą składają się ramiona robota wraz z narzędziami chirurgicznymi, niezbędnymi do przeprowadzenia zabiegu. Poza robotem chirurgicznym na system teleoperacyjny składają się także inne urządzenia oraz technologie.
W ogólności system teleoperacyjny składa się z komponentów wymienionych w dwóch kolejnych podsekcjach.

### Elementy systemu po stronie chirurga
Głównym elementem wykorzystywanym przez chirurga podczas teleoperacji jest konsola sterowania wyposażona w manipulatory oraz dodatkowe urządzenia, dzięki którym lekarz może sterować robotem medycznym. Na przykład konsola robota da Vinci zawiera:
- Ergonomiczne stanowisko przy którym siedzi chirurg.
- Okular wizjera (przypominający lornetkę), wyświetlający wysokiej rozdzielczości trójwymiarowy obraz przesyłany z kamer laparoskopowych robota. Alternatywnie do podglądu sytuacji na sali operacyjnej mogą posłużyć monitory i okulary stereoskopowe (w przypadku obrazowania 3D).
- Manipulatory, służące do sterowania narzędziami robota, umieszczone poniżej głowy, w linii prostej do kierunku wzroku. Pozycja ta przypomina rzeczywiste ustawienie lekarza w trakcie standardowej operacji, daje iluzję bezpośredniego używania narzędzi chirurgicznych.

Pozostałymi elementami systemu teleoperacyjnego po stronie chirurga są: połączenie głosowe z lekarzami znajdującymi się na sali operacyjnej (np. w technologii VoIP), kamera/y dające podgląd działań chirurga oraz komputer odpowiedzialny za połączenie audiowizualne.

### Elementy systemu po stronie pacjenta
Po stronie pacjenta znajduje się robot medyczny wyposażony w chwytaki odpowiedzialne za wykonywanie zadań chirurgicznych oraz kamery endoskopowe wraz z osprzętem niezbędnym do jego działania. Robot medyczny zawiera:
- 3 lub 4 ramiona o 5-7 stopniach swobody, z których jedno kontroluje endoskop zamontowany na ruchomej podstawie, poruszającej się blisko stołu operacyjnego.
- Końcowe chwytaki robota, zawierające potrzebne narzędzia chirurgiczne (wymienialne). Ruchy manipulatorów konsoli zamieniane są przez wysokiej rozdzielczości czujniki na precyzyjne ruchy tych narzędzi.
- Częścią robota jest również system zabezpieczeń, chroniący przed drganiem rąk (głównie drgania o częstotliwości ok. 6Hz) oraz przed wykonywaniem wszelkich niewywołanych przez chirurga ruchów.

Analogicznie jak po stronie lekarza niezbędne jest także połączenie audiowizualne z salą operacyjną oraz komputer odpowiedzialny za to połączenie. System wizyjny musi dostarczać wysokiej jakości obraz pochodzący z kamer endoskopowych, dostępny dla całego zespołu znajdującego się po stronie pacjenta, który kontroluje działanie robota oraz jest gotów do dokończenia zabiegu w przypadku problemów technicznych bądź nieprzewidzianych sytuacji.

Diagram przepływu informacji w systemie teleoperacyjnym

### Połączenie telekomunikacyjne
Niezbędnym elementem systemu teleoperacyjnego jest bezpieczne, niezawodne, szybkie (przynajmniej 10 Mb/s) połączenie sieciowe o małym czasie opóźnienia transmisji (poniżej 200 ms). Łącze to musi obsługiwać 3 niezależne kanały komunikacji:
- Obraz video przekazany od urządzenia typu Slave (robot) do urządzenia Master (konsola sterownicza).
- Komendy sterujące emitowane przez urządzenie Master do Slave.
- Sprzężenie zwrotne (zależne od budowy robota) od urządzenia Slave do Master.

Opóźnienia w kanałach wymagają odpowiedniej synchronizacji, ze względu na to, że komunikacja w każdym z nich cechuje się innymi czasami transmisji. W teleoperacjach wykorzystuje się sieci LAN lub WAN, zaś ochronę przed nieupoważnionym dostępem zapewnia VPN. Sieci te działają w modelu TCP/IP, dając możliwość przesyłu danych w formie pojedynczych pakietów. Innym modelem sieci jest UDP/IP, który nie posiada mechanizmów naprawy błędów, oferując zamiast tego szybki i bezpośredni sposób wysyłania i odbioru informacji. Model ATM/AAL1, który przesyła dane w postaci małych pakietów także jest stosowany, podobnie jednak jak UDP/IP model ten nie posiada odpowiednich systemów zabezpieczeń przed błędami. Niezawodne połączenie sieciowe jest wymagane, ponieważ zarówno robot ZEUS jak i da Vinci zostały tak zaprojektowane, by odrzucać każdy błędny pakiet. Nie mają one też mechanizmów naprawy błędów na poziomie bitów. Jeśli kilka pakietów zostanie straconych w wyniku błędów transmisji, roboty przerywają aktualnie wykonywaną czynność.
Osobną rolę odgrywają algorytmy kodowania audio i video, pozwalające na przesyłanie wysokiej jakości obrazu i dźwięku, nie powodując przy tym nadmiernego obciążenia sieci. Korzystając z formatu MPEG-2 opóźnienie kodowania sygnału video można zmniejszyć do 90 milisekund, zaś używając formatu lepszej jakości MPEG-4 Level 10 (H.264) opóźnienie kodowania wynosi 120-180 milisekund.

## Zastosowanie teleoperacji

### Telementoring
Poza usunięciem pęcherzyka żółciowego, którego dokonano podczas pierwszej teleoperacji, technologię tę wykorzystuje się również do innych zabiegów. Kanadyjska grupa doktora Mehran'a Anvari jako pierwsza wykorzystała zdalne operacje w typowych warunkach szpitalnych. Działanie to polegało na pomocy i doradztwie stażystom w zabiegach wymagających zaawansowanych umiejętności laparoskopowych w szpitalu odległym o ponad 400 km. Począwszy od lutego 2003 roku (rok po „Operacji Lindbergh”), w ciągu 2 lat przeprowadzono 21 teleoperacji laparoskopowych. Wszystkie zakończyły się sukcesem, bez dalszych komplikacji. Były to: 13 zabiegów fundoplikacji, 3 resekcje esicy, 2 zabiegi hemikolektomii prawostronnej, 1 resekcja przednia oraz 2 operacje przepukliny pachwinowej. Czas spędzony na zadaniach chirurgicznych był równo podzielony pomiędzy mentorem i stażystą. Ponadto istniała możliwość jednoczesnego operowania przez obu chirurgów. Skorzystano z komercyjnie dostępnej sieci o przepustowości 15 Mb/s. Średnie opóźnienie wynosiło 135-140 ms, a robotem medycznym wykorzystywanym we wszystkich przypadkach był ZEUS. Prace doktora Anvari przybliżyły powszechną dostępność telechirurgii, choć w tym przypadku zastosowana była ona jako uzupełnienie telementoringu, służące do kształcenia przyszłych lekarzy.

### Operacje w trudnych warunkach
Poza możliwością przeprowadzania coraz bardziej skomplikowanych operacji, teleoperacje przynoszą ułatwienia dla lekarzy i pacjentów. Korzystając z telechirurgii fizyczna odległość staje się nieistotna. Pacjenci nie muszą być transportowani do innych szpitali, a chirurdzy mogą dokonywać zabiegów bez potrzeby przemieszczania się w miejsca trudno dostępne ze względu na sytuację polityczną lub ogarnięte działaniami wojennymi. Obecnie w Iraku armia amerykańska wykorzystuje technologię teleoperacji w formie mentoringu (doradztwa) w trudnych przypadkach. Lekarz znajdujący się na terenie bazy wojskowej ma możliwość konsultacji podczas operacji z lekarzami z USA.
W 2004 roku rozpoczęły się badania nad wykorzystaniem chirurgii zrobotyzowanej w warunkach ekstremalnych. Badania te prowadzone były przez NASA przy finansowym wsparciu należącego do amerykańskiej armii TATRC (Centrum Badań Telemedycyny i Zaawansowanych Technologii), jako część projektu NEEMO, który polegał na przeprowadzaniu badań w podwodnym laboratorium Aquarius, znajdującym się na Oceanie Spokojnym. Celem misji NEEMO 7, NEEMO 9 i NEEMO 12 było sprawdzenie możliwości wykorzystania teleoperacji w ekstremalnych warunkach, w szczególności przetestowanie jakości połączenia telekomunikacyjnego. Roboty medyczne umieszczone były w laboratorium 20 m pod wodą, zaś sterowanie nimi odbywało się zdalnie z powierzchni lądu. Badania wykazały, że mimo dłuższych opóźnień (200-500 ms) obserwowanych w tych warunkach, działania chirurgiczne są nadal możliwe.

### Operacje wymagające szczególnej precyzji
Teleoperacje mogą być stosowane w zabiegach, gdzie potrzebna jest szczególnie wysoka precyzja działania. Jak dowiedziono bowiem w londyńskim Guy's Hospital roboty medyczne zapewniają precyzję ruchów równą, a w niektórych przypadkach przewyższającą możliwości ludzkich rąk. Daje to możliwość podwyższenia jakości usług medycznych. Przeszkodą obecnie jest jednak wysoki koszt systemu telechirurgicznego oraz nadal ograniczenia w technologii, w wyniku czego stosuje się ją głównie w formie konsultacji lekarskich w trakcie operacji.

## Ograniczenia teleoperacji

### Przyczyny ograniczonego stosowania
Zdalne operacje nie są obecnie technologią powszechnie wykorzystywaną w szpitalach ze względu na wysokie koszty, złożoność i wielkość systemów teleoperacyjnych. Nadal pozostają one w sferze badań i testów prowadzonych przez ośrodki naukowe i koncerny medyczne. Dla upowszechnienia teleoperacji, podjęte muszą być działania mające na celu standaryzację oraz zapewnienie kompatybilności wszystkich obecnych na rynku systemów. Roboty medyczne powinny także przestrzegać restrykcyjnych warunków niezawodności oraz łatwości użycia i nauki obsługi systemu. Zwiększona powinna zostać konkurencyjność rozwiązań oraz dostępność systemów i ich części zamiennych, a także możliwości serwisowania. Opracowany musi być również program szkoleń dla lekarzy oraz jasno zdefiniowane prawa pacjenta i gwarancje bezpieczeństwa dotyczące przeprowadzania zabiegów telechirurgicznych. Ponadto ten sposób leczenia musi zostać zaakceptowany przez środowisko lekarskie oraz pacjentów.
Obecna technika pozwala na korzystanie z osiągnięć robotyki tylko przy rutynowych, nieskomplikowanych zabiegach. Mimo prowadzenia operacji na odległość, na sali operacyjnej w dalszym ciągu konieczna jest obecność anestezjologa oraz chirurga zapasowego, który jest w stanie przejąć zadania niezakończone przez robota z powodu usterek lub kłopotów z komunikacją. Z tego powodu liczba personelu niezbędnego do wykonania teleoperacji jest większa niż przy zastosowaniu tradycyjnych metod.

### Ograniczenia technologiczne
Szczególnym czynnikiem ograniczającym stosowalność teleoperacji jest jakość połączenia sieciowego (przepustowość transmisji powinna być na tyle wysoka by sprostać wymaganiom przesyłu sygnału audiowizualnego) między szpitalami oraz opóźnienia w transmisji. Chirurg wykonujący operację musi dostosować szybkość swoich działań w celu synchronizacji ruchów uchwytu sterującego konsoli a rzeczywistym ruchem ramienia robota oraz obrazem tego ruchu na ekranie monitora.
Badania przeprowadzone przez angielskich i kanadyjskich naukowców (polegające na teleoperacyjnych zabiegach na świniach) pokazały, że zarówno w przypadku połączenia satelitarnego o wysokim czasie opóźnienia (ok. 550 ms) jak i w połączeniu naziemnym (ok. 60 ms) nie ma znaczących różnic w czasie trwania zabiegu. Wykazano też, że doświadczeni chirurdzy posiadają zdolność dostosowywania się do różnych czasów opóźnienia. Łącze musi być jednak stabilne – nie może dochodzić do przerwania komunikacji. Ponadto doświadczalnie dowiedziono, że przy prędkości łącza 4Mb/s lub mniejszej przeprowadzenie teleoperacji nie jest możliwe.
Efektywność wykonywania zabiegów telechirurgicznych jest także ograniczona przez brak możliwości wykorzystania zmysłu dotyku. Precyzyjne operowanie narzędziami chirurgicznymi wymaga informacji zwrotnej o sile nacisku lub oporze napotykanym przez narzędzia wchodzące w interakcje z tkankami pacjenta. Używając manipulatorów konsoli lekarz jest pozbawiony tych informacji i musi opierać się tylko na obrazie przekazywanym przez kamery endoskopowe. Dlatego dąży się do stworzenia kontrolerów w technologiach haptycznych, które pozwolą na odczuwanie sprzężenia zwrotnego.

## Aspekty prawne
Istnieją pewne prawne wątpliwości dotyczące wykonywania teleoperacji. Regulacji wymaga kwestia odpowiedzialności za przeprowadzanie zdalnych zabiegów. W wielu krajach obowiązujące prawo nie ustala bowiem czy za operację odpowiada chirurg znajdujący się po stronie pacjenta i nadzorujący jego stan, czy też lekarz sterujący systemem telemedycznym na odległość, oraz kto powinien wziąć odpowiedzialność w przypadku niepowodzenia operacji. W przypadku teleoperacji międzynarodowych ustalenia wymaga kwestia systemu prawnego z którego należy skorzystać. Rozważana jest także kwestia odpowiedzialności w przypadku telementoringu (zdalnego asystowania podczas operacji). Nie ma również jasno określonych procedur w przypadku przerwania komunikacji. Wątpliwości budzą także zabezpieczenia połączeń VPN wykorzystywanych w teleoperacjach (potrzebne są odpowiednie algorytmy szyfrowania zdolne do ochrony przed atakami hakerów).

## Koszty
Koszt „Operacji Lindbergh” przy uwzględnieniu czynników odległościowych wynosił ok. milion dolarów amerykańskich. Ponieważ systemy teleoperacyjne wykorzystywane współcześnie angażują wiele technologii o charakterze eksperymentalnym, trudno jest dokładnie przewidzieć cenę operacji telechirurgicznych. Pewne oszacowania zostały już jednak wykonane. Na koszt technologii zdalnych operacji składają się:
- Koszt robota medycznego. Na przykład najnowsza wersji robota firmy Intuitive Surgical, da Vinci Si, to wydatek około 1,3 miliona dolarów amerykańskich. Dodatkowo doliczyć należy koszty corocznego serwisu, które wynoszą 135 tysięcy dolarów przy umowie na minimum 5 lat.
- Koszt połączenia telekomunikacyjnego – najbardziej kosztownym elementem systemu podczas Operacji Lindbergh było specjalne połączenie sieciowe ATM. Obecnie zapewnienie wysokiej przepustowości i niezawodności łącza stanowi mniejszy wydatek, nadal jednak są to koszta wyższe niż w innych formach telemedycyny ze względu na wymagania dotyczące szybkości, niskiej wartości opóźnienia oraz jakości usługi (QoS).
- Koszt infrastruktury – poza robotem medycznym i zapewnieniem dostępu do połączenia telekomunikacyjnego, system teleoperacyjny wymaga także dodatkowych urządzeń infrastruktury sieciowej i wspomagającej pracę lekarzy, takich jak routery, kodery/dekodery, przełączniki sieciowe, peryferia komputerowe (monitory, urządzenia przechowujące dane) oraz urządzeń medycznych.
- Koszt szkolenia personelu – teleoperacje w obecnej formie wymagają wykwalifikowanej kadry medycznej po stronie chirurga i pacjenta. Lekarz wykonujący zabieg musi być przeszkolony z obsługi systemu. Również personel nadzorujący stan pacjenta powinien odpowiednio reagować w przypadku awarii. Dodatkowe koszty wynikają z konieczności szkolenia specjalistów technicznych zdolnych do przeprowadzania przeglądów sprzętu i ewentualnych napraw oraz identyfikacji problemów.

## Przyszłość
Przewiduje się, że teleoperacje staną się bardziej powszechne wraz z rozwojem sieci o niskich czasach opóźnienia, szybkich algorytmów przetwarzania (głównie kompresji) obrazu i dźwięku oraz zaawansowania technologicznego robotów chirurgicznych. Postęp w tych obszarach pozwoli na zwiększenie niezawodności systemów teleoperacyjnych i stopniowe redukowanie licznego personelu niezbędnego do obsługi zdalnych zabiegów.
Obecnie możliwe jest już sterowanie robotami medycznymi za pomocą głosu. Coraz powszechniejsze jest także wykorzystanie technologii haptycznej, która dostarcza lekarzowi sprzężenia zwrotnego po to, by teleoperacja w jak największym stopniu przypominała zwykłą operację.
Technologia zdalnych operacji daje możliwość przeprowadzenia zabiegu z dowolnej odległości, również gdy pacjent znajduje się w przestrzeni kosmicznej lub innych ekstremalnych warunkach. Obecnie prowadzone są pierwsze eksperymenty, badające możliwości wykorzystania teleoperacji w stanie nieważkości.
Przewiduje się, że dzięki zastosowaniu osiągnięć sztucznej inteligencji roboty medyczne będą mogły wykonywać coraz więcej zadań chirurgicznych automatycznie, reagując odpowiednio na zmieniające się warunki otoczenia. Powstają projekty koncepcyjne autonomicznych robotów chirurgicznych, zdolnych do samodzielnego przeprowadzenia operacji. Rozwój technologii teleoperacyjnej pozwoli także na zwiększenie niezawodności systemów, zmniejszając prawdopodobieństwo nagłej awarii, co przyczyni się do stopniowego wyeliminowania konieczności asysty dodatkowego personelu.
Jednak aby sprowadzić koszty zdalnych operacji do poziomu akceptowalnego w codziennych warunkach klinicznych, konieczne jest przede wszystkim aby ten rodzaj świadczenia pomocy medycznej został zaakceptowany przez lekarzy oraz często stosowany.

## Teleoperacje w Polsce
Także w Polsce prowadzone są eksperymenty i prace nad wykorzystaniem teleoperacji. Pierwsza w kraju symulacja zdalnej operacji miała miejsce 10 grudnia 2010 roku w Fundacji Rozwoju Kardiochirurgii w Zabrzu. Za konsolą budowanego przez Fundację robota kardiochirurgicznego Robin Heart usiadła kardiochirurg, doktor Joanna Śliwka. Sterowała ona narzędziem do elektrokoagulacji (nożem termicznym) zamieszczonym na ramieniu robota, znajdującego się w oddalonym o ok. 30 km Centrum Medycyny Doświadczalnej Śląskiego Uniwersytetu Medycznego w Katowicach. Pacjentem był sztuczny szkielet z umieszczonym w klatce piersiowej świńskim sercem. Opóźnienie podczas teleoperacji wynosiło niecałe 280 ms, zaś do transmisji wykorzystano łącze radiowe. Kierownikiem projektu był dr Zbigniew Nawrat z Fundacji Rozwoju Kardiochirurgii. Pod jego nadzorem powstał także wykorzystywany w zabiegu, jedyny skonstruowany w Europie, robot kardiochirurgiczny Robin Heart Vision. Projekt trwa od 2000 roku, jednak ze względu na brak wsparcia finansowego nie ma obecnie możliwości jego wdrożenia w szpitalach.